# Cylisticus igiliensis
Cylisticus igiliensis là một loài chân đều trong họ Cylisticidae. Loài này được miêu tả khoa học năm 1980 bởi Taiti & Ferrara.